# La Sayona
La Sayona  es un espectro perteneciente a la literatura oral del folklore venezolano, basado en una leyenda que cuenta la aparición de una mujer elegante y alta que castiga a los hombres infieles. Es originaria de la región venezolana de Los Llanos.
Aparece en múltiples antologías de cuentos en Venezuela. Es extendido su uso para asustar a los niños y a los supersticiosos, y ha sido incluida en algunos libros de texto para primaria.
E incluso la Sayona ha tenido canciones como “alma llanera” o “canción narrativa”, que es una canción de leyendas llaneras de Venezuela. También es confundida con la Llorona, que es un espíritu con muchas similitudes.

## Historia y leyenda
La leyenda original de La Sayona narra básicamente la historia de una mujer muy celosa llamada Casilda que mató a su esposo y a su madre pensando que estos tenían un romance. Por ello, su madre, en la agonía de la muerte, la maldijo. Desde ese entonces su alma en pena vaga sin descanso ni paz, persiguiendo a los hombres infieles para conquistarlos y luego matarlos. El origen del nombre se debe a que porta un sayal negro, ya que la leyenda data desde la época colonial; o también su nombre deriva de la palabra «sayón», por lo que el término «sayona» viene significando 'la castigadora'.
Existen miles de versiones de encuentros con La Sayona, que son los que ha popularizado a este mítico personaje. También se dice que La Sayona tiene la particularidad de “desdoblarse”, esto quiere decir que puede presentarse como un perro, un lobo o como la mujer antes descrita.
Pero todas las versiones concuerdan en que es una hermosa mujer de largos cabellos negros (aunque no mantiene esta apariencia, ya que una vez acorralada muestra su verdadera forma a la víctima), que persigue a los hombres mujeriegos. Siempre se suele terminar esta narración con advertencias como: "Por lo tanto, es mejor que aquellos hombres que disfrutan engañando a su pareja, se lo piensen bien antes que se le aparezca La Sayona".
La leyenda también cuenta  que lanza un grito a larga distancia y que además eriza los pelos de quienes lo oyen. Este último rasgo de La Sayona la asemeja aún más a las banshees.
Hay también otras versiones que indican que, durante la colonia, algunas mujeres se disfrazaban de la Sayona para pasar desapercibidas y verse con sus amantes. Esto es algo similar que pasa en la leyenda de la Cegua en Nicaragua.

## México
En México, dentro de la ciudad de Villavicencio, se le conoce como "La Sallana". Al igual que en la versión venezolana, en dicha ciudad, existió una mujer muy celosa que se había casado con un buen hombre, quien era incapaz de ser infiel. Ambos tuvieron un hijo. Era una mujer rodeada de chismes, cosas que ella se las tomaba muy a pecho; y vigilaba constantemente a su marido por si este le era infiel. Y uno de esos chismes llegaron muy lejos, causando las peores de las desgracias: la mujer había escuchado el chisme de que su esposo le era infiel con su madre. Al escuchar eso, la mujer entró en un profundo ataque de celos, por lo que, cegada, mató a su marido e hijo. Luego, con machete en mano, se dirigió la casa de su madre para igualmente matarla, no sin antes decirle lo que había hecho y encender en llamas a la casa. Acto seguido, le encajó el arma en el vientre. Su madre, dandonse cuenta que todavía estaba viva y dirigiéndose a arrastras hacia su hija, la maldijo. La condenó a vagar eternamente a persguir a los hombres infieles, borrachos y chismosas.
Desde entonces se dice que a la hija se le puede ver rondando cumpliendo con su maldición. Se dice que esta atrae a sus víctimas del género masculino, para luego quitarse el velo y mostrar su rostro horrible y desfigurado. Pero sobre todo se les aparece a las chismosas en venganza porque, según ella, fueron las culpables de destrozar la feliz vida de ella y su familia.
En el estado de Oaxaca, por otro lado, es conocida como la Matlacihua o Bandolera, la cual es descrita como una hermosa mujer vestida de blanco, tez blanca como la neblina y pelo tan negro como las alas de un cuervo, que se les aparece a los hombres mujeriegos y borrachos. Los hipnotiza con su belleza, haciendo que la sigan hasta llegar a un barranco, donde los enbarranca, o los llevan a donde hay una planta o cactus de huizache, una planta llena de espinas, donde los tira para que mueran desangrados. De ahí, cuando un hombre desaparece, se suele dar la expresión "se lo llevó la Matlazihua".

## Colombia
La leyenda de La Sayona también se cuenta en los llanos de Colombia. En este país, dentro del llano colombiano, se maneja la creencia que La Sayona fue una mujer que destrozó las vestiduras sagradas de un sacerdote y Dios la condenó a vivir eternamente con mucha hambre. Su nombre en vida era Sarona, era una mujer atractiva y seductora. Pero inexplicablemente su rostro cambió: le salieron enormes dientes, los ojos se le agrandaron. Ella se tragó a su hermano y desde ese momento recorre parajes solitarios en las madrugadas y conquista hombres ebrios para luego devorarlos.
Para protegerse de este espectro es estar acompañado de buenos los animales de color negro; como perros y gatos. También se asegura que usar tabaco es herramienta de protección.